# Gustaf Lindblom

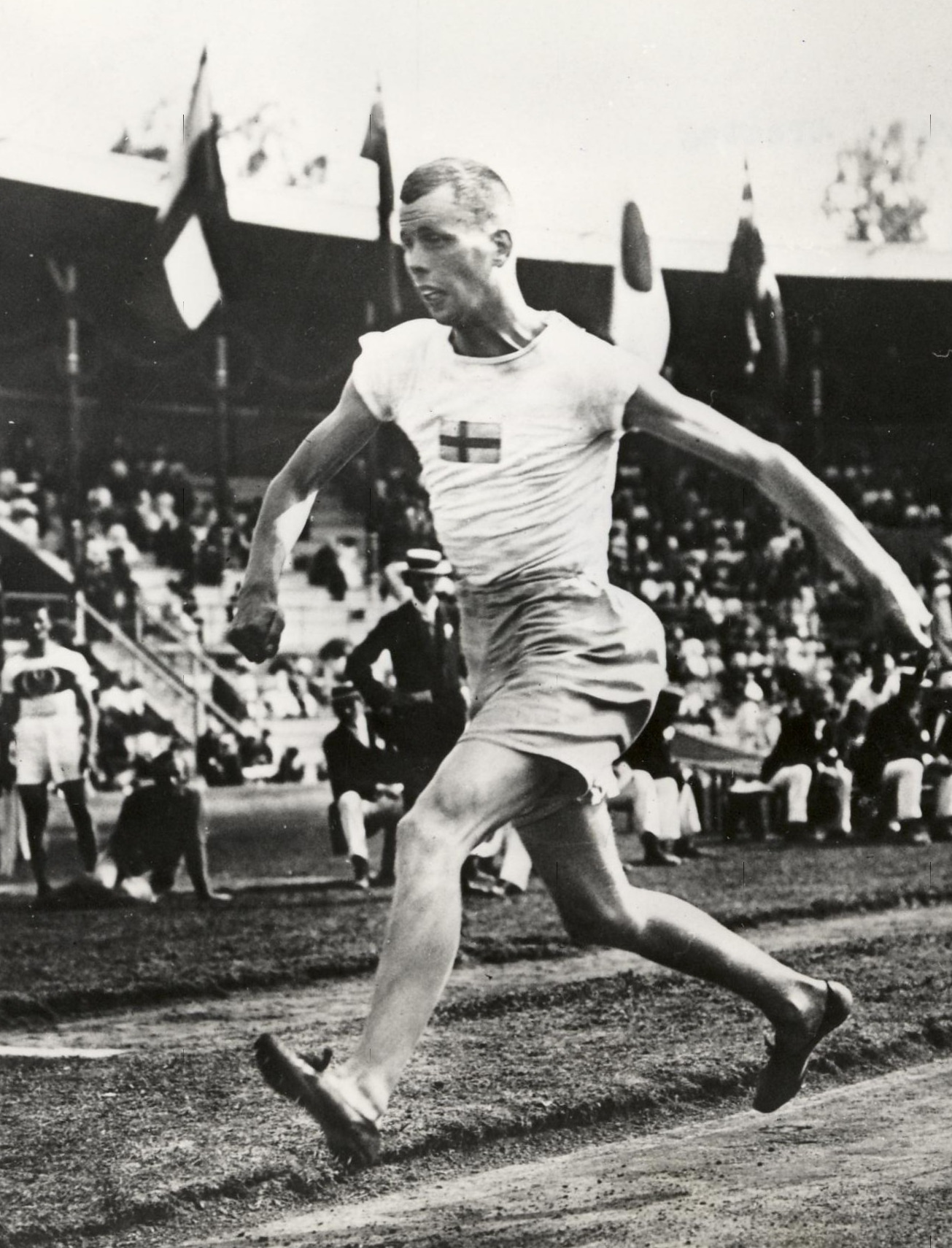
Gustaf Lindblom 1912

Gustaf „Topsy“ Lindblom (* 3. Dezember 1891 in Kristinehamn; † 26. April 1960 in Stockholm) war ein schwedischer Dreispringer. Er startete für den IFK Norrköping. Bei einer Körpergröße von 1,86 m betrug sein Wettkampfgewicht 80 kg.
Gustaf Lindblom war einer von acht Schweden, die bei den Olympischen Spielen 1912 in Stockholm im Dreisprung antraten. Unter den insgesamt zwanzig Startern waren dazu noch drei Norweger und ein Finne. Im Ergebnis war der US-Amerikaner Platt Adams auf Platz 5 der einzige Nichtskandinavier unter den besten Acht. Die ersten drei Plätze gingen an die Schweden Gustaf Lindblom mit 14,76 m, Georg Åberg mit 14,51 m und Erik Almlöf mit 14,17 m. 
Nach seiner Karriere war Lindblom bei der Zeitung Idrottsbladet und später Direktor eines Tanztheaters.